# 党政机关厉行节约反对浪费条例
2013年11月25日，中国共产党、中华人民共和国国务院印发《党政机关厉行节约反对浪费条例》，并发出通知要求各地区各部门认真贯彻执行。